# Test F1 2011-2012
Questa voce raccoglie un approfondimento sui test di fine stagione del campionato 2011 di Formula 1 e i test pre-stagionali del campionato 2012.

## Test F1 2011

### Test per giovani piloti
Il circuito di Yas Marina ha ospitato tra il 15 e 17 novembre 2011 i tradizionali Young Driver Test, riservati a giovani piloti. In questa occasione il fornitore unico degli pneumatici, la Pirelli ha portato al debutto le nuove gomme pensate per la stagione 2012. Il disegno è leggermente diverso, con un profilo più squadrato, in modo da ricercare un consumo più uniforme, mentre la modifica delle mescole è implementata per ridurre il rischio di blistering.

### Abu Dhabi
Il test si è articolato in sei turni suddivisi su tre giornate. In tutti e sei i turni il pilota più rapido, il francese Jean-Éric Vergne (terzo pilota alla Toro Rosso, ha testato una Red Bull). Anche nel 2010 i tempi migliori erano stati fatti segnare da un pilota al volante della Red Bull.
Nel primo turno il francese fa segnare 1'40"707 su 40 giri, precedendo due piloti provenienti dalla GP2 Series: il suo connazionale Jules Bianchi su Ferrari e Oliver Turvey su McLaren. Nel turno del pomeriggio il tempo è stato abbassato a 1'40"011. Dietro a Vergne c'era ancora Bianchi, mentre terzo è il pilota della Virgin Robert Wickens che in questo test ha provato una Renault.
Il giorno seguente al mattino Vergne fa segnare 1'40"188, precedendo ancora una volta Bianchi. Terzo in questo caso è il campione della GP3 il finlandese Valtteri Bottas, su Williams. Al pomeriggio noie al KERS ne limitano il potenziale. Il pilota della Red Bull non migliora il tempo della mattina, ed è seguito sempre da Bianchi; al pomeriggio il terzo miglior tempo è fatto dal collaudatore della McLaren Gary Paffett.
L'ultimo giorno Vergne abbatte il muro del 1'40 facendo segnare la mattina 1'38"917, di appena quattro decimi superiore a quello fatto segnare da Sebastian Vettel nelle qualifiche del Gran Premio di Abu Dhabi. Dietro a Vergne si è piazzato per l'ennesima volta Bianchi su Ferrari, seguito da Sam Bird su Mercedes. Nell'ultimo turno Vergne ha fatto segnare il miglior tempo, questa volta però la piazza d'onore non è stata conquistata da Jules Bianchi ma da Sam Bird.

#### Tabella riassuntiva
| Giorno      | Pilota           | Team                    | Tempo    | Giri |
| ----------- | ---------------- | ----------------------- | -------- | ---- |
| 15 novembre | Jean-Éric Vergne | Red Bull Racing-Renault | 1'40"011 | 58   |
| 16 novembre | Jean-Éric Vergne | Red Bull Racing-Renault | 1'40"188 | 43   |
| 17 novembre | Jean-Éric Vergne | Red Bull Racing-Renault | 1'38"917 | 46   |

## Test F1 2012
I test pre-stagionali sono articolati in 3 appuntamenti: sono iniziati a Jerez, sul circuito de La Frontera il 7 febbraio 2012 e sono proseguiti con due sessioni sul circuito di Catalogna. Inoltre si è svolta una sessione di 3 giorni di prove durante la stagione all'Autodromo Internazionale del Mugello dal 1º al 3 maggio 2012.

### Calendario e circuiti
- Jerez de la Frontera, 7-10 febbraio 2012.

- Montmeló, 21-24 febbraio 2012.

- Montmeló, 1º-4 marzo 2012.

- Mugello, 1º-3 maggio 2012.

### Jerez de la Frontera

#### Tabella riassuntiva
| Giorno      | Pilota             | Team          | Tempo    | Giri |
| ----------- | ------------------ | ------------- | -------- | ---- |
| 7 febbraio  | Kimi Räikkönen     | Lotus-Renault | 1'19"670 | 73   |
| 8 febbraio  | Michael Schumacher | Mercedes      | 1'18"561 | 132  |
| 9 febbraio  | Nico Rosberg       | Mercedes      | 1'17"613 | 118  |
| 10 febbraio | Fernando Alonso    | Ferrari       | 1'18"877 | 39   |

### Montmeló

#### Tabella riassuntiva
| Giorno      | Pilota           | Team                    | Tempo    | Giri |
| ----------- | ---------------- | ----------------------- | -------- | ---- |
| 21 febbraio | Sebastian Vettel | Red Bull Racing-Renault | 1'23"265 | 79   |
| 22 febbraio | Nico Hülkenberg  | Force India-Mercedes    | 1'22"608 | 112  |
| 23 febbraio | Pastor Maldonado | Williams-Renault        | 1'22"391 | 106  |
| 24 febbraio | Kamui Kobayashi  | Sauber-Ferrari          | 1'22"312 | 144  |

### Montmeló

#### Tabella riassuntiva
| Giorno   | Pilota          | Team           | Tempo    | Giri |
| -------- | --------------- | -------------- | -------- | ---- |
| 1º marzo | Romain Grosjean | Lotus-Renault  | 1'23"252 | 73   |
| 2 marzo  | Romain Grosjean | Lotus-Renault  | 1'22"614 | 124  |
| 3 marzo  | Sergio Pérez    | Sauber-Ferrari | 1'22"094 | 112  |
| 4 marzo  | Kimi Räikkönen  | Lotus-Renault  | 1'22"030 | 121  |

### Mugello

#### Tabella riassuntiva
| Giorno    | Pilota          | Team          | Tempo    | Giri |
| --------- | --------------- | ------------- | -------- | ---- |
| 1º maggio | Fernando Alonso | Ferrari       | 1'22"444 | 46   |
| 2 maggio  | Romain Grosjean | Lotus-Renault | 1'21"603 | 97   |
| 3 maggio  | Romain Grosjean | Lotus-Renault | 1'21"035 | 66   |